# Johannes Wende
Johannes Wende, właśc. Karl Johannes Wende (ur. 22 stycznia 1873 prawd. w Konstantynowie Łódzkim, zm. 2 grudnia 1954 w Burgau) – architekt i budowniczy, którego przodkowie pochodzili z Brandenburgii. Wspólnik w przedsiębiorstwach „Wende i Zarske”, a następnie „Wende i Klause”.

## Życiorys
Johannes Wende był wnukiem pochodzącego z Brandenburgii Gottfrieda Georga Wendego, osiadłego w latach 20 XIX w. w Konstantynowie Łódzkim, w którym to w dobie powstania listopadowego pełnił funkcję wójta. Gottfried był również tkaczem, którego manufaktura w 1865 r. była wyposażona w 480 wrzecion tkackich. Jego syn – Julius Wende w 1869 r. ożenił się z Zofią (Sophie) Zander. Z tego związku 4 lata później urodził się Karl (Karol) Johannes Wende (nieużywający jednak później swojego pierwszego imienia). W 1909 r. K.J.Wende zaręczył się Johanną (Hani) Schlein, z którą miał dwoje dzieci: Ilsę (Ilzę) (ur. 1911) i Johannesa (Hansa) (ur. 1912).
Prawdopodobnie Johannes miał zostać tkaczem, tak jak jego ojciec i dziadek, o czym świadczy ukończenie przez niego Wyższej Szkoły Rzemieślniczej w Łodzi. Niemniej nie związał on przyszłości z rodzinnym biznesem, lecz wyjechał do Niemiec (przypuszczalnie do Żytawy) w celu zdobycia wykształcenia architektonicznego. Wende wrócił do Łodzi w 1897 r., w którym to rozpoczął pracę przy budowie pałacu pabianickiego fabrykanta Oskara Kindlera w Widzewie koło Pabianic, prawdopodobnie pod opieką architekta Juliusza Junga. W tym samym roku realizował inwestycję ewangelicko-augsburskiego kościoła Zbawiciela w Tomaszowie Mazowieckim, projektu Pawła Hosera, niemniej ze względu na szereg autorskich zmian w projekcie należy go uznawać za współautora projektu kościoła. W 1898 r. Wende rozpoczął współpracę z Adolfem Zarske, zakładając spółkę „Wende i Zarske”, a ich pierwszą wspólną realizacją była budowa kamienicy „Krusche i Ender” przy ul. Piotrkowskiej 143 w Łodzi (1898–1899), projektu architekta Dawida Landego. W listopadzie 1898 r. przedsiębiorstwo osiągnęło znaczący sukces wygrywając konkurs na projekt czwartego kościoła katolickiego w Łodzi (obecnie Bazylika archikatedralna św. Stanisława Kostki w Łodzi). W konkursie wzięło udział 37 prac, a Komitet Budowy, który wybrał zwycięską pracę, był złożony z największych łódzkich fabrykantów (niezależnie od wyznania), m.in.: Juliusza Heinzla, Karola Scheiblera, Edwarda Herbsta i Juliusza Kunitzera oraz architektów: Juliusza Junga, Konstantego Wojciechowskiego i Stefana Szyllera, a także dyrektora Łódzkich Kolei Żelaznych – Władysława Knapskiego. W związku z faktem, iż wśród opinii publicznej wątpliwości budziło zarówno wyznanie zwycięzców (luteranizm), jak i narodowość (niemiecka), a także podejrzenie, iż projekt budynku w całości zlecili wówczas mało znanemu, niemieckiemu architektowi – Emilowi Zillmannnowi, którego w istocie faktycznie zaangażowali do współpracy przy projektowaniu budynku, oraz sugestiami, iż Komitet Budowy nie posiadał odpowiednich kwalifikacji by oceniać jakość projektów, poproszono dodatkowo o opinie nt. projektu architektów Józefa Piusa Dziekońskiego z Warszawy oraz Sławomira Odrzywolskiego z Krakowa, którzy potwierdzili wysoką jakość zwycięskiego projektu, co przesądziło o jego realizacji. Komitet Budowy nie powierzył „Wende i Zarske” prac budowlanych, pozbawiając ją zasadniczego wpływu na ich przebieg, współpraca przy budowie kościoła ograniczyła się jedynie do dostarczenia budowniczym rysunków wykonawczych i konstrukcyjnych przez spółkę Wendego. W 1900 r. spółka wzniosła wg autorskiego projektu kamienicę przy ul. J. Kilińskiego 136a, w której właściciele umieścili siedzibę swojej firmy oraz swoje mieszkania.
W 1905 r. zaproszono Wendego do zamkniętego konkursu na projekt ewangelicko-augsburskiego kościoła św. Mateusza w Łodzi w oparciu o wzorcowe kościoły św. Jakuba w Dreźnie oraz św. Jana we Wrocławiu. W konkursie wystartował również Robert Nestler oraz Paweł Rübensahm. Komitet Budowy – architekci: Piotr Brukalski, Juliusz Jung i Jan Steck za najlepszą propozycję uznali projekt Wendego, wówczas już współwłaściciela firmy „Wende i Klause”. Do budowy przystąpiono w listopadzie 1909 r., niemniej w trakcie prowadzonych prac uznano, że kościół będzie za mały i poproszono o korekty architekta Franza Schwechtena, który tym samym stał się współautorem projektu kościoła. Jednocześnie w październiku 1909 r. ruszyła budowa ewangelickiego kościoła św. Jana Chrzciciela w Białymstoku (1909–1912), który zaprojektował Wende, a prace budowlane na miejscu prowadził J. Hopp z Rygi. Firma „Wende i Klause” przeżywała intensywny rozkwit w pierwszych dwóch dekadach XX w. W szczytowym momencie zatrudniała 400 osób. Prowadziła m.in. budowę pałacu przy ul. Piotrkowskiej 139 (1907) dla Juliusza R. Kindermanna, projektu Karla Seidla. Według własnego projektu spółka zrealizowała kaplicę-mauzoleum Ludwika Kindlera na cmentarzu ewangelickim w Pabianicach (1907–1909). W 1903 r. spółka ukończyła prowadzoną przez Otto Gehliga (1899–1902) budowę kaplicy Heinzlów na Starym Cmentarzu w Łodzi. W latach 1908–1909 Johannes Wende prowadził renowację kościoła św. Jana Ewangelisty w Łodzi. Wende zrealizował również drukarnię Zygmunta Manitiusa przy ul. Stefana Żeromskiego 87, ponadto przedsiębiorstwo „Wende i Klause” wzniosło kamienicę Wilhelma Tugemana przy ul. Piotrkowskiej 122, autorstwa Gustawa Landau-Gutentegera oraz kamienicę przy Piotrkowskiej 113 zaprojektowaną przez Romualda Millera dla łódzkiego kupca Alberta Böhmego (1911–1912), a także dom mieszkalny braci Emila i Karola Steinertów (1909–1910) przy ul. Piotrkowskiej 272a–b, projektu Alfreda Balcke. Pod numerem 243 przedsiębiorstwo wzniosło siedzibę Łódzkiego Męskiego Stowarzyszenia Śpiewaczego (Lodzer Männer-Gesang-Verein), a także pałac Roberta Teodora Schweikerta (1910–1911) przy ul. Piotrkowskiej 262/264.
Dynamiczny rozwój firmy „Wende i Klause” przerwała I wojna światowa. W 1917 r. Wende zaprojektował jeszcze ewangelicką kaplicę pogrzebową na Starym Cmentarzu w Łodzi, a także ukończył budowę kościoła św. Mateusza w Łodzi w 1928 r. Jeszcze w 1927 r., w trzydziestą rocznicę pracy zawodowej Johannes Wende zakończył karierę, a tradycję firmy „Wende i Klause” podtrzymał jego wspólnik – Karol Klause. W 1934 r., na potrzeby własnej emerytury architekt, zaprojektował domek znajdujący się na tyłach kamienicy przy ul. J. Kilińskiego 136a w Łodzi, niemniej jego spoczynek zawodowy zakłócił pobór do Wojska Polskiego jego syna w 1939 r., a następnie do wojska niemieckiego w 1942 r. W 1944 r. Wende wraz z rodziną wyjechał do córki Ilse (Ilzy / Ilsy) w Burgau, gdzie zmarł w 1954

## Ważniejsze realizacje
Jako architekt J. Wende zrealizował (zaprojektował):
- Kościół Zbawiciela w Tomaszowie Mazowieckim (1897–1902), wraz z Pawłem Hoserem,
- Bazylika archikatedralna św. Stanisława Kostki w Łodzi (1898–1899) wraz z Emilem Zillmannem,
- Kamienica przy ul. J. Kilińskiego 136a w Łodzi (1900),
- Kościół św. Mateusza w Łodzi (1909–1928) wraz z Franzem Schwechtenem,
- Kaplica-mauzoleum Ludwika Kindlera na cmentarzu ewangelickim w Pabianicach (1907–1909),
- Dom Zgromadzenia Majstrów Tkackich (Meisterhaus) przy ul. Tuwima 1/3 (1909–1911),
- Kościół św. Jana Chrzciciela w Białymstoku (1909–1912)[1].

Ponadto jego firmy wybudowały obiekty takie jak:
- kamienica Wilhelma Tugemana przy ul. Piotrkowskiej 122, autorstwa Gustawa Landau-Gutentegera,
- kamienica przy ul. Piotrkowskiej 113 zaprojektowaną przez Romualda Millera,
- dom firmy „Krusche i Ender” przy ul. Piotrkowskiej 143, według projektu Dawida Landego,
- bazylika archikatedralna pw. św. Stanisława Kostki zaprojektowana przy udziale Emila Zillmana,
- mauzoleum Heinzlów wg projektu Franza Schwechtena,
- pałac Steinertów przy ul. Piotrkowskiej 272, a i b wg projektu Adolfa Balcke,
- budynek sali koncertowej Łódzkiego Męskiego Towarzystwa Śpiewaczego przy ul. Piotrkowskiej 243,
- pałac Roberta Teodora Schweikerta przy ul. Piotrkowskiej 262/264[2].